# Project Builder
Project Builder war eine integrierte Entwicklungsumgebung (IDE) von Apple zur Entwicklung von nativen Programmen für Mac OS X und von Java-Programmen. Project Builder diente später als Basis für Xcode, das auch der offizielle Nachfolger wurde.
Das GNUstep-Projekt hat einen Klon des ursprünglichen NeXTStep Project Builder namens ProjectCenter geschrieben.

## Funktionen
Project Builder war nur die Entwicklungsumgebung; das gesamte Entwicklungspaket wurde „Developer Tools“ genannt.
Neben der IDE gab es in den Developer Tools folgende Tools und Programme:
- Interface Builder zum Erstellen der grafischen Oberflächen
- Compiler und Linker: gcc, cpp, as, ld dyld, make
- Property List Editor diente zum Erstellen und Bearbeiten von Property-List-Dateien
- AppleScript Studio (ab Developer Tools 1.1.1) zum Erstellen von Skripten zum Steuern anderer Programme
- Versionsverwaltung per CVS
- verschiedene Tools zum Messen der Performance einer Anwendung.

## Versionen

### Project Builder 1.0
Zusammen mit der ersten öffentlichen Version von Mac OS X, Version 10.0 („Cheetah,“ 2001), erschienen auch die Developer Tools 1.0. In jeder 10.0-Box lag auch eine CD mit den Entwicklertools, sodass jeder diese installieren und damit Programme schreiben konnte. (Die Entwicklertools lagen bis einschließlich Mac OS X Snow Leopard, Version 10.6 von 2009, immer der Installations-Disc bei.)
Als Kern-Features von Version 1.0 wurden unter anderem Quelltext-Indizierung, Lesezeichen, Darwin-Support, und Durchsuchen von Frameworks genannt.
In den FAQ zu Project Builder 1.0 schrieb Apple, dass Project Builder komplett neu entwickelt sei. ProjectBuilder aus NeXTStep wurde in ProjectBuilderWO umbenannt und sei nur noch zum Programmieren von WebObjects-Software gedacht.
Auf der WWDC 2001 wurde Project Builder 1.0.1 freigegeben. Es brachte Unterstützung für das neue WebObjects 5.0, womit auch ProjectBuilderWO nicht mehr unterstützt wurde.
Weitere Änderungen in Version 1.0.1 sind Syntax-Prüfung ohne Kompilieren, Prefix-Header (werden implizit in jeder Quelltext-Datei eingebunden), konfigurierbare Build-Phasen, und Fortsetzen nach Build-Fehlern.

### Project Builder 1.1
Im September 2001 wurde Mac OS X 10.1 („Puma“) freigegeben. Gleichzeitig wurde eine neue Version der Developer Tools veröffentlicht, die Project Builder 1.1 beinhaltete.
Die wichtigsten Änderungen sind laut Apple u. a. Unterstützung für Objective-C++, Klassenbrowser, verbesserte Quelltext-Indizierung und neue Vorlagen.
Drei Monate später, im Dezember 2001, gab Apple mit aktualisierten Developer Tools auch Project Builder 1.1.1 frei.
Als wichtigste Änderungen gibt Apple hier AppleScript Studio (heute AppleScript-Editor), syntaxabhängiges Einrücken, Kontextmenüs, Navigation in Listen über Pfeiltasten und Bugfixes an.

### Project Builder 2.0
Im Juli 2002 gab Apple eine neue Version der Developer Tools frei, die auch (zusammen mit einem wichtigen Update vom August des Jahres) in der Box von Mac OS X 10.2 („Jaguar“) zu finden waren.
Project Builder wurde auf Version 2.0.1 gebracht, die wichtigsten Änderungen laut Apple sind gcc 3.1 (2.95 wird zur Wahrung der Kompatibilität mit älteren Systemen noch mitgeliefert, ist aber nicht mehr der Standard), Interface Builder 2.1 (unterstützt das Metal-Fenster-Design von Jaguar), ein neues BSD-SDK und aktualisierte Dokumentation.
Von AppleScript Studio wurde Version 1.2 freigegeben.

### Project Builder 2.1
Ende 2002 veröffentlichte Apple ein Update für die Developer Tools für Mac OS X 10.2. ProjectBuilder wurde damit auf Version 2.1 aktualisiert, die wichtigsten neuen Features sind dabei Unterstützung für externe Code-Editoren und simultane Kompilierung auf mehreren CPUs.
Interface Builder und AppleScript Studio erfuhren lediglich Bugfixes. Neu auf der CD waren CHUD 2.5.1 zum hardwarenahen System-Debugging, sowie eine erste Beta-Version von AppleScript Editor 2.0.
Obwohl mit der WWDC 2003 Xcode 1.0 vorgestellt wurde und damit die Unterstützung für Project Builder beendet wurde, stellte Apple im Sommer 2003 ein Update für Project Builder 2.1 bereit, mit dem unter anderem gcc auf Version 3.3 aktualisiert wurde. Damit konnten auch Entwickler, die Mac OS X 10.2 und Project Builder nutzten, die neuen Tools nutzen (Xcode läuft nur auf Mac OS X Panther und darüber.)

## Xcode
Mit Mac OS X Panther (10.3, 2003) wurde Project Builder durch Xcode ersetzt. Neuerungen sind u. a. eine neue Oberfläche, verteiltes Kompilieren (via distcc), Code-Vervollständigung und neue Compiler. Überreste von Project Builder sind jedoch sogar in Xcode 4.0 noch zu finden, so besitzt jedes Xcode-Projekt-Bundle eine Datei namens project.pbxproj (PBX, Project Builder X Project).